# Opel Ascona
Opel Ascona (ˈoːpəl asˈkoːna) — автомобиль среднего класса, выпускавшийся Opel.
Ascona получила своё название в честь курорта на берегу озера в Тичино, Швейцария. В 1950-х годах индекс Ascona использовался для специального выпуска Opel Rekord P1, продававшегося в этой стране, а в 1968 году для специальной версии Opel Kadett B с 1,7 л двигателем от модели Rekord/. Выпуск Opel Ascona начался в сентябре 1970 года и завершился в августе 1988 года, когда эту модель сменила Opel Vectra A. В автоспорте раллийный Opel Ascona 400 стал последним моноприводным автомобилем, на котором удалось стать чемпионом мира по ралли в личном зачёте. Вальтер Рёрль одержал на нём победу в сезоне 1982 года.

## Ascona A
Осенью 1970 года компания Opel представила полностью новую линейку автомобилей в Рюссельсхайме (внутренний код проекта — 1,450). Купе Opel Manta запущена 9 сентября, а Opel Ascona запущена 28 октября в вариациях 2 и 4-дверный седан, а также 3-дверный универсал Caravan или Voyage. Эти модели стали между существующими линейками Opel Kadett и Opel Rekord.

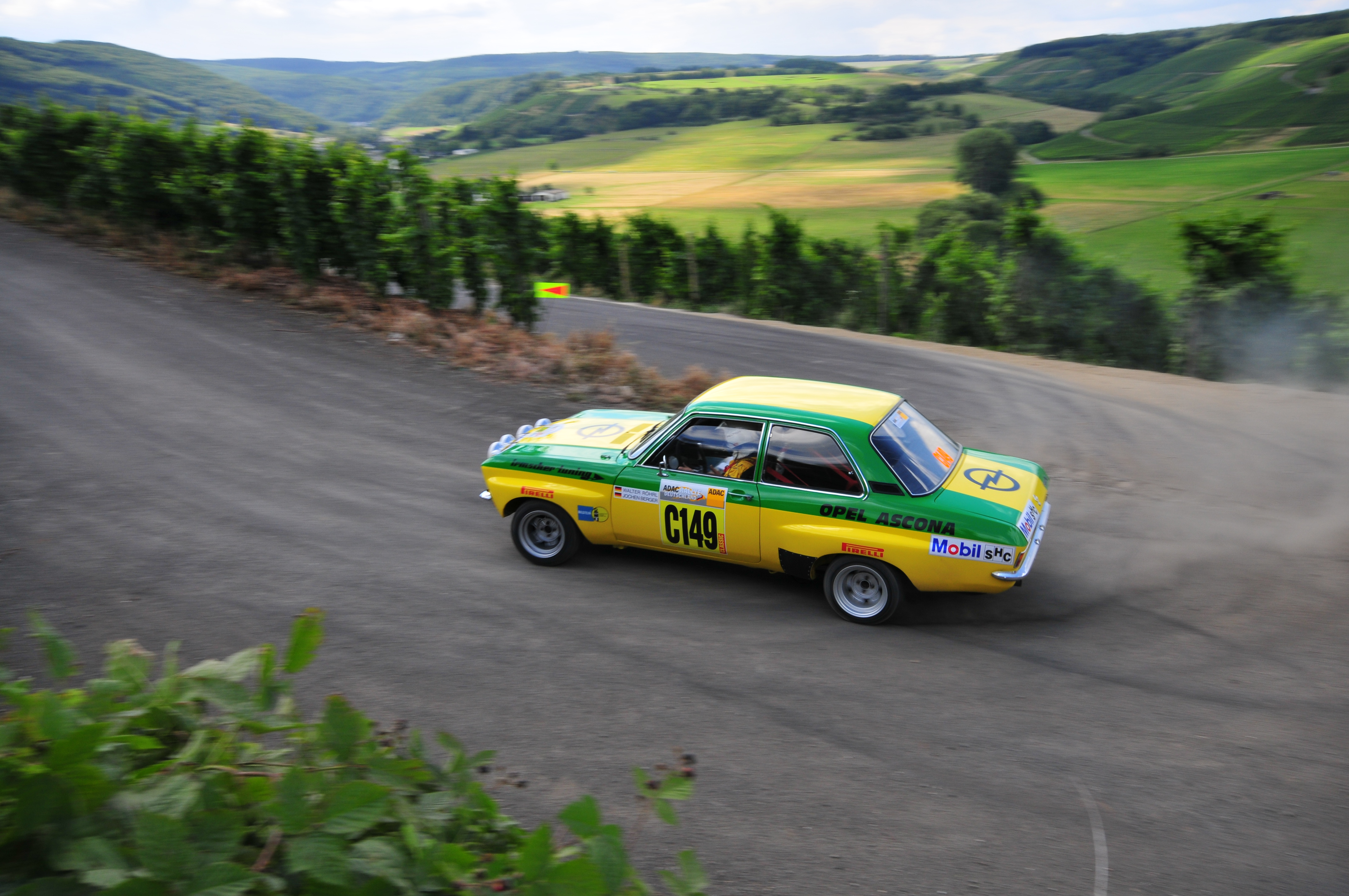
Ascona A на 2008 Rallye Deutschland

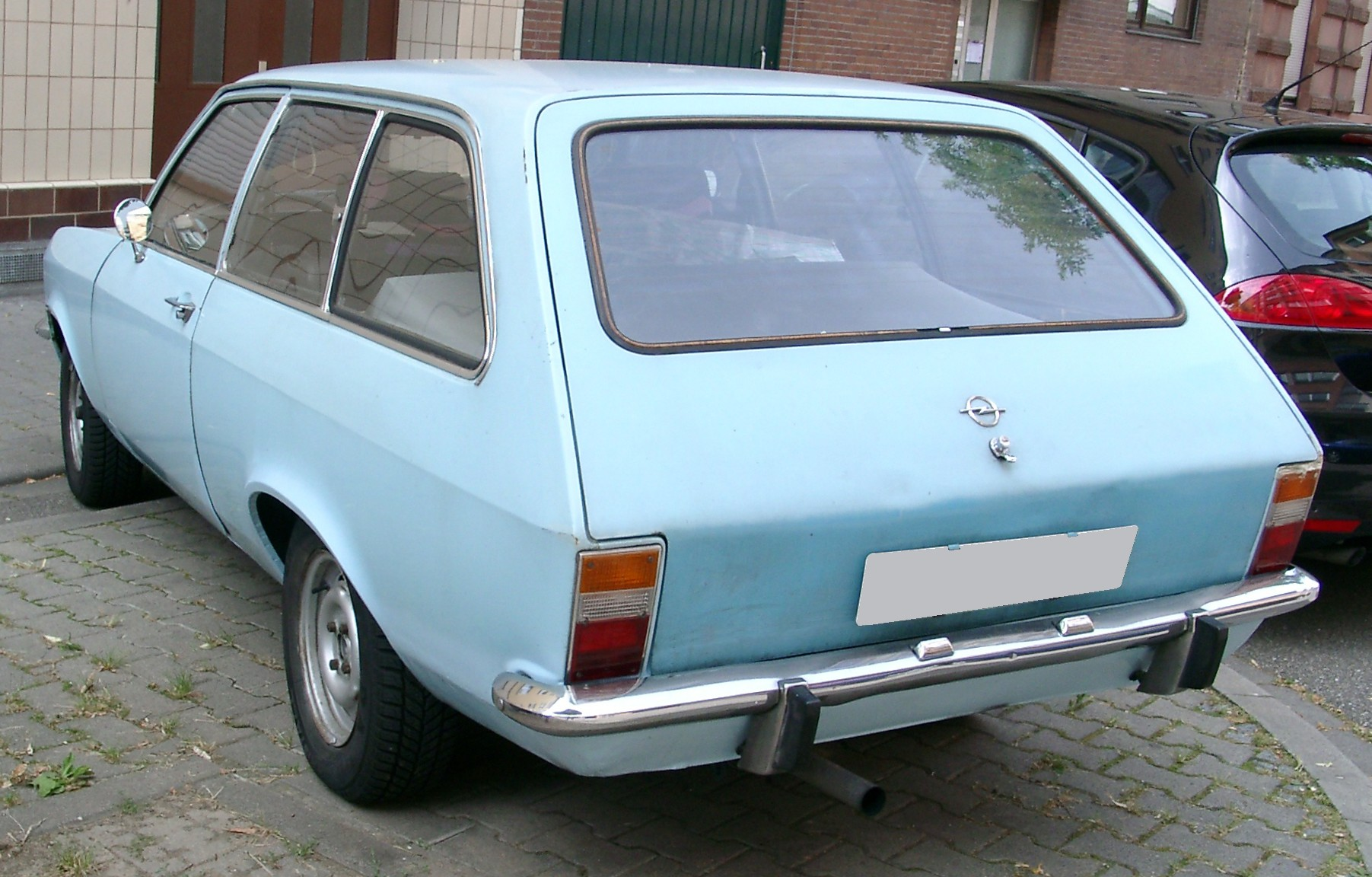
Opel Ascona A Caravan (универсал)

Opel Ascona разрабатывалась, как конкурент автомобилям Ford среднего класса — Taunus/Cortina. Производство Ascona первого поколения продолжалось до 1975 года; к тому времени выпущено 691,438 машин.
Ascona имела передние дисковые, задние барабанные тормоза, а также заднюю зависимую пружинную подвеску. Диапазон доступных бензиновых двигателей варьировался от 1,2 до 1,9 л, мощностью от 60 л.с. (44 кВт) до 90 л.с. (66 кВт). Мотор 1,2 л имел верхнее расположение клапанов (OHV), в то время, как в 1,6 и 1,9 л клапаны и распредвал располагались внутри головки блока цилиндров (CIH). На все двигатели устанавливались однокамерные карбюраторы. Ascona 1,9 SR под управлением Вальтера Рёрля одержала победу в Чемпионате мира по ралли в 1974 году. Тюнер Штейнмец (Steinmetz) создал специальную версию Ascona SR с двухкамерными карбюраторами Solex, мощностью 125 л.с. (92 кВт).
В 1971—1975 годах Ascona 1,9 л экспортировалась в США под индексом Opel 1900 и продавалась дилерами Buick. Первоначально предлагались все три типа кузовов, но с 1972 года продажа 4-дверного седана прекращается. В 1974 году машины получили бамперы с резиновыми накладками согласно новым федеральным требованиям по безопасности. Все Opel, продаваемые в США, оснащались системой впрыска топлива Bosch K-Jetronic, которая никогда не ставилась на европейские версии. Она устанавливалась из-за более строгих ограничений к вредным выбросам в США. В 1975 году, из-за неблагоприятного курса марки ФРГ к доллару США, все Opel в автосалонах Buick заменяются на Isuzu Gemini.

### Двигатели
- 1,2 S — 1,196 см³, 60 л.с. (44 кВт)
- 1,6 N — 1,584 см³, 60-68 л.с. (44-50 кВт)
- 1,6 S — 1,584 см³, 75-80 л.с. (55-59 кВт)
- 1,9 S — 1,897 см³, 88-90 л.с. (65-66 кВт)

## Ascona B
Второе поколение было представлено на Франкфуртском автосалоне 1975 года. Машины имели кузова 2 и 4-дверный седан, а также 2 и 3-дверные купе Manta. Универсалы не предлагались.
Ascona B имела аналогичный набор двигателей, что её предшественница, но в 1978 году добавлен 2,0 л двигатель, а также моторы с более высокой степенью сжатия (октановое число 98) с индексом S. Двигатель 2,0 E имел систему электронного впрыска топлива Bosch L-Jetronic, а также в 1978 году добавлен дизельный мотор 2,1 л.
В Великобритании купе и седаны, выпускавшиеся в Бельгии, продавались под маркой Vauxhall Cavalier. В Южной Африке версия Mark 1 Vauxhall Cavalier продавалась под названием Chevrolet Chevair. До 1981 года выпущен 1 512 971 автомобиль Ascona второго поколения.

### Хронология
- Август 1975 года — начало производства Ascona B.
- Январь 1976 года — опционально доступно многослойное стекло.
- Январь 1978 года — новый 2,0 л двигатель 20N с 90 л.с. Все модели получают электрические стеклоочистители ветрового стекла.
- Январь 1979 года — введение Ascona 400 с 2,4 л мотором (16 клапанов, 144 л.с.).
- Февраль 1979 года — 1,3 OHC-мотор вытесняет 1,2 OHC.
- Сентябрь 1979 года — незначительные внешние изменения, такие, как новые пластиковые бамперы и серые решётки радиатора.
- Январь 1980 года — введение инжекторного двигателя 2,0 E, мощностью 110 л.с. (81 кВт).
- Январь 1981 года — модернизация двигателей 16N и 20N. Машины с двигателем 16N доступны только с АКПП.
- Август 1981 года — окончание производства Ascona B.

### Двигатели
- 1,3 N — 1,297 см³, 60 л.с. (44 кВт)
- 1,3 S — 1,297 см³, 75 л.с. (55 кВт)
- 1,6 N — 1,584 см³, 75 л.с. (55 кВт)
- 1,6 S — 1,584 см³, 90 л.с. (66 кВт)
- 1,9 N — 1,897 см³, 75 л.с. (55 кВт)
- 1,9 S — 1,897 см³, 90 л.с. (66 кВт)
- 1,9 E — 1,897 см³, 105 л.с. (77 кВт)
- 2,0 N — 1,979 см³, 110 л.с. (81 кВт)
- 2,0 S — 1,979 см³, 100 л.с. (74 кВт)
- 2,0 E — 1,979 см³, 110 л.с. (81 кВт)
- 2,1 D — 2,068 см³, 58 л.с. (43 кВт)
- 2,4 E — 2,420 см³, 144 л.с. (106 кВт)

### Ascona 400

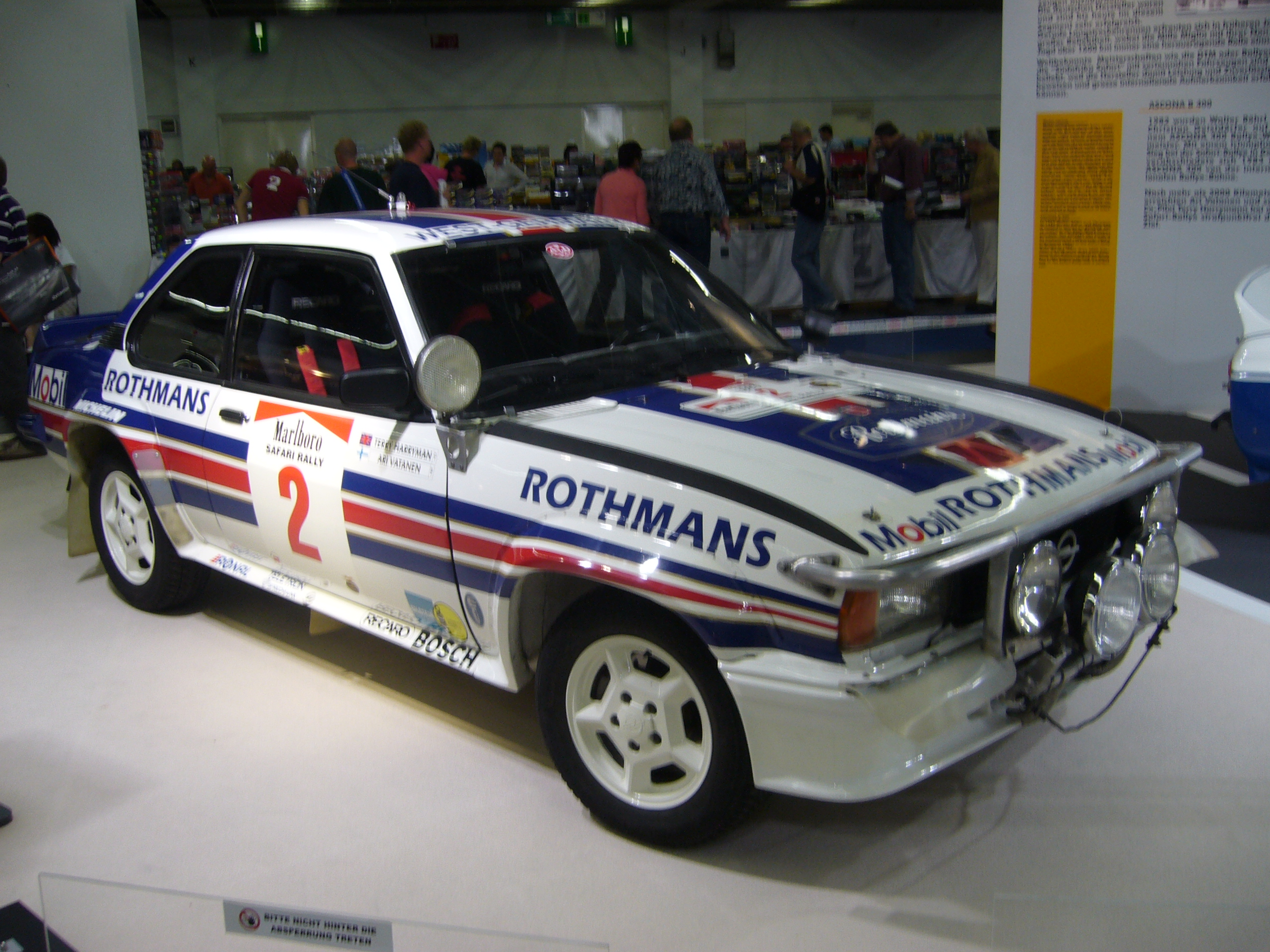
Ascona 400 победившая в 1983 году на Ралли Сафари под управлением Ари Ватанена

Модель 400 разрабатывалась вместе с Opel Manta B. Для её создания были привлечены фирмы Irmscher и Cosworth. Первая занималась наружной и внутренней отделкой, вторая — разработкой двигателя. Первоначально планировалось использовать головку блока от двигателя 2,0, однако это не дало большой мощности, поэтому принято решение модернизировать двигатель 2,0 E. На него устанавливались поршни большего размера и коленчатый вал от 2,3-литрового дизельного мотора OHC. В результате появился 16-клапанный 2,4-литровый двигатель. Дорожная версия, имевшая мощность 144 л.с., имела инжектор Bosch от моделей Manta GSi и GT/E. Гоночная версия могла иметь 230 л.с. (169 кВт) или даже 340 л.с. (250 кВт) и более.
Irmscher разработал двери большего размера, облегчённые крылья, капот и крышку багажника, что помогло уменьшить вес. В 1982 году Вальтер Рёрль на Ascona 400 одержал победу в чемпионате мира по ралли.
В 1984 году появляются более мощные автомобили Группы B и Ascona 400 оказывается неконкурентоспособной. Opel Ascona 400 стал последним моноприводным автомобилем, на котором был выигран чемпионат мира по ралли в личном зачёте.

## Ascona C
Ascona C запущена в августе 1981 года как часть проекта J-car General Motors. Это был второй переднеприводной автомобиль Opel со времён Kadett D 1979 года. Он изготавливался в Рюссельсхайме (ФРГ), Антверпене (Бельгия), Лутоне (Великобритания). В Великобритании автомобиль продавался по индексом Vauxhall Cavalier, в Латинской Америке — Chevrolet Monza. Выпуск купе Cavalier был прекращён, но Opel Manta по-прежнему производится в Великобритании (последняя модель Opel производившаяся там до 1988 года). Существовали небольшие отличия между Opel и Vauxhall после 1982 года. Ascona C получила награду «Golden Lenkrad» в конце 1981 года и была самым продаваемым автомобилем в Западной Германии.
В модельный ряд добавился 5-дверный хетчбэк. Все двигатели — SOHC. Базовым двигателем являлся 1,3 л (введённый в 1978 году для Ascona B) мощностью 60 л.с. (44 кВт), а также 1,6 л мощностью 75 л.с. (55 кВт). S-версии с более высокой степенью сжатия имели увеличенную на 20 % мощность. На верху линейки находилась модель GTE с электронным впрыском топлива и мощностью 130 л.с. (96 кВт). Так же устанавливался дизельный мотор 1,6 л., мощностью 54 л.с.
В Бразилии Ascona C продавался в вариациях купе, седан и хетчбэк с 1982 по 1996 год под названием Chevrolet Monza, имевших на протяжении производства небольшие изменения внешнего оформления. В Колумбии седан продавался с 1987 по 1992 год. В Южной Африке Ascona C продавалась с 1982 по 1986 год, когда она была заменена на седан Kadett E. Opel продолжал использовать индекс Ascona до запуска Vectra в 1988 году, в то время, как Cavalier сохранилось до 1995 года.

### Хронология
- Сентябрь 1981 года — введение Ascona C третьего поколения. Предлагаются 2 и 4-дверный седан, 5-дверный хетчбэк (CC), позднее 5-дверный универсал (только в Великобритании). Первоначальный набор двигателей составлял 1,3N (60 л.с.), 1,3S (75 л.с.), 1,6N (75 л.с.) и 1,6S (90 л.с.). Все имели 4-ступенчатые МКПП, предлагались также 3-ступенчатая АКПП (кроме 1,3N). Комплектации — базовая, L, Berlina и SR.
- 1982 год — введение модификации Ascona Diesel с дизельным двигателем 1,6 л (55 л.с.), и Ascona CD с более высоким уровнем отделки. Новый двигатель 1,8E LE-Jetronic (115 л.с.) с 5-ступенчатой МКПП. Дополнительно доступны усилители руля, электрические стеклоподъёмники и зеркала, компьютер.
- 1983 год — изменения выключателя зажигания и дверных замков. Улучшенная система охлаждения. Фирмами Keinath[5] и Hammond & Thiede выпущены кабриолеты. Опциональный центральный замок и обогрев зеркал. Для комплектаций SR и 1,8 E — спортивная подвеска. Автоматически регулируемые задние тормоза — стандарт для всех комплектаций.
- 1984 год — обновление внешнего дизайна для всех моделей — новые решётки радиатора, колёсные колпаки, передние сидения, улучшенная приборная панель с дистанционным управлением зеркалами и регулируемым по высоте рулевым колесом, улучшенное сцепление. Двигатель 1,3S имеет новую систему запуска. Переименование комплектаций: базовая — LS, L — GL, Berlina — GLS, SR — GT.
- 1985 год — введение двигателя 1,8i с тройным катализатором (мощностью 100 л.с.). Остальные двигатели получают одинарные катализаторы. Изменению подвергаются подкладка сцепления и дверные уплотнители.
- 1986 год — очередной рестайлинг — передние фары имеют более светлые линзы, задние — более тёмные, решётки радиатора, вентиляционные отверстия окрашиваются в цвет кузова, спереди устанавливается спойлер. На GT могут устанавливаться передние и задние спойлеры. Новые двигатели — 1.6i и 2.0i с тройными катализаторами, 1,6 с центральной системой впрыска топлива Multec мощностью 75 л.с. (55 кВт), 2,0 л с инжектором Bosch Motronic мощностью 115 л.с. (85 кВт) с катализатором либо без него.
- 1987 год — 2,0 л двигатели без катализаторов заменены на версию 130 л.с. (96 кВт), доступную только в комплектации GT.
- Август 1988 года — окончание производства Ascona и смена её на Opel Vectra A. Всего к этому моменту выпущено 1,721,649 автомобилей.